# Colchicaceae
Colchicaceae DC., 1804 è una famiglia di angiosperme monocotiledoni dell'ordine Liliales.

## Tassonomia
La famiglia comprende i seguenti generi:
- Baeometra Salisb. ex Endl.
- Burchardia R.Br.
- Camptorrhiza Hutch.
- Colchicum L.
- Disporum Salisb.
- Gloriosa L.
- Hexacyrtis Dinter
- Iphigenia Kunth
- Kuntheria Conran & Clifford
- Ornithoglossum Salisb.
- Sandersonia Hook.
- Schelhammera R.Br.
- Tripladenia D.Don
- Uvularia L.
- Wurmbea Thunb.